# LCG DSS

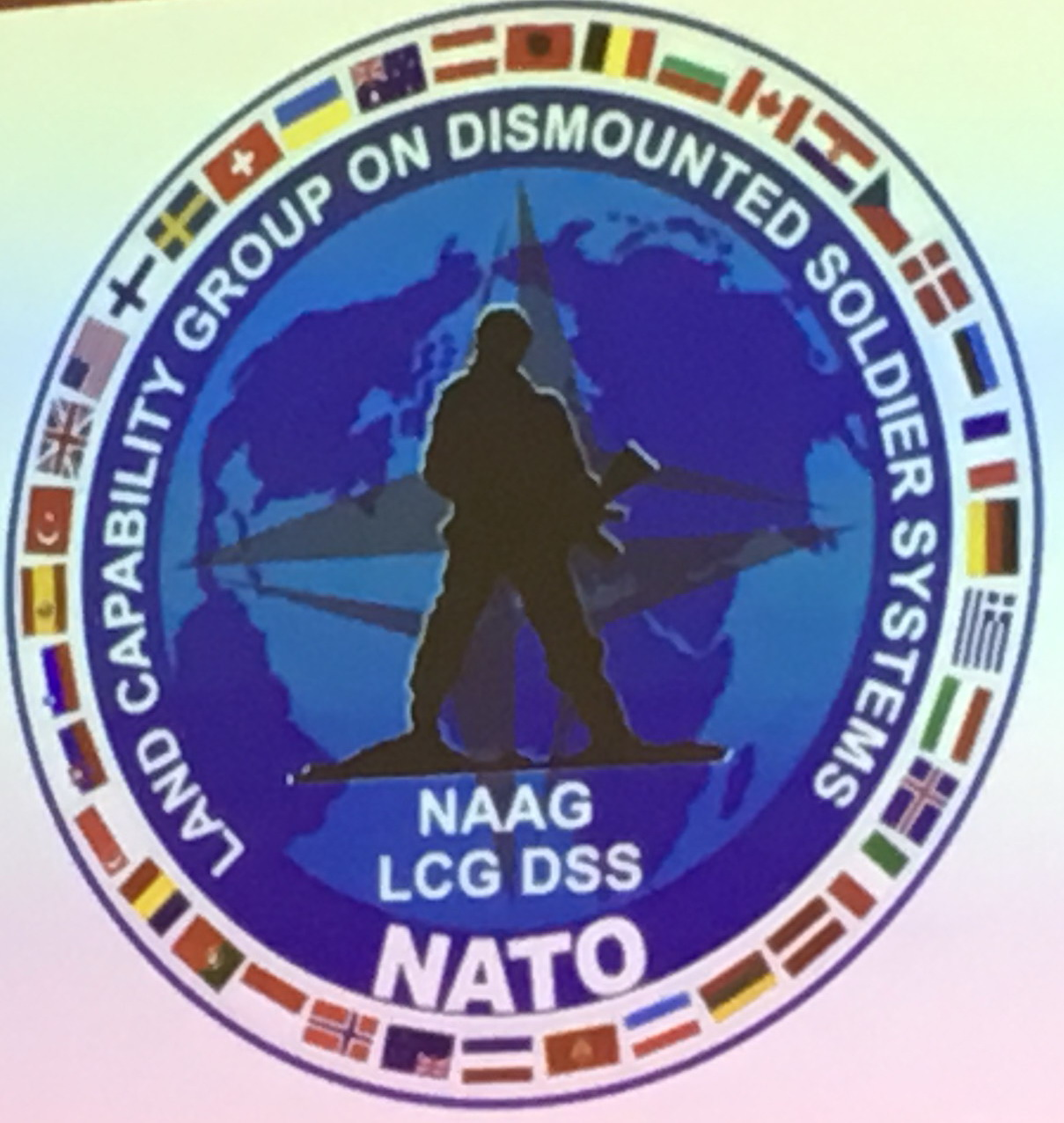
Логотип групи LCG DSS

LCG DSS (англ. Land Capability Group of Dismounted Soldiers Systems) — Група з розвитку спроможностей систем солдата, що діє у пішому порядку, є одною з груп 2-го рівня у складі NAAG (Групи НАТО з питань озброєнь сухопутних військ, AC/225) CNAD (Конференції національних директорів озброєнь).
Місією LCG DSS є сприяння багатонаціональному співробітництву держав-членів НАТО та країн-партнерів щодо забезпечення взаємосумісності систем солдата у пішому порядку в інтересах підвищення ефективності сил НАТО в усьому спектрі поточних та майбутніх операцій Альянсу.
LCG DSS взаємодіє з іншими групами 2-го рівня NAAG, бере участь у процесі оборонного планування НАТО (NDPP).
Пленарні засідання LCG DSS проводяться двічі на рік.

## Структура та діяльність LCG DSS
У складі LCG DSS існує широка мережа підгруп 3-го рівня, команд експертів (англ. Team of Experts, ToE) та робочих груп, які діють на постійній основі.
Відповідні експертні спільноти, з урахуванням отриманого Альянсом досвіду, аналізують, уточнюють, розробляють та поновлюють стандарти НАТО, сприяють реалізації багатонаціональних проектів.

### Підгрупи 3-го рівня LCG DSS
- Підгрупа № 1 з питань взаємозамінності боєприпасів стрілецької зброї (англ. Sub Group 1 on Small Arms Ammunition Interchangeability, SG-1)[8];
- Підгрупа аналізу спроможностей солдата (англ. Soldier Capability Analysis Sub-Group, SCASG). SCASG відповідає за оцінку потреб військових підрозділів, що діють у пішому порядку, опрацьовує пропозиції з урахування у стандартах НАТО досвіду проведення операцій та результатів досліджень, забезпечує врахування потреб операцій при розробці та супроводженні проектів у межах компетенції групи LCG DSS[9];
- Підгрупа з питань управління, зв'язку, комп'ютеризації та розвідки і системної архітектури (англ. C4I and Systems Architecture Sub-Group, C4ISA SG)[2][7][9][10];
- Підгрупа з обмундирування, індивідуального спорядження та захисту (англ. Combat Clothing Individual Equipment and Protection Group, CCIEP)[9];
- Підгрупа з питань електроживлення (англ. Power SG)[10];
- Підгрупа зброї і сенсорів (англ. Weapons and Sensors Sub-Group, WSSG)[9];
- Робоча група з навантаження солдата (англ. Embarked Soldier Working Group, ESWG)[6] .

## Галерея

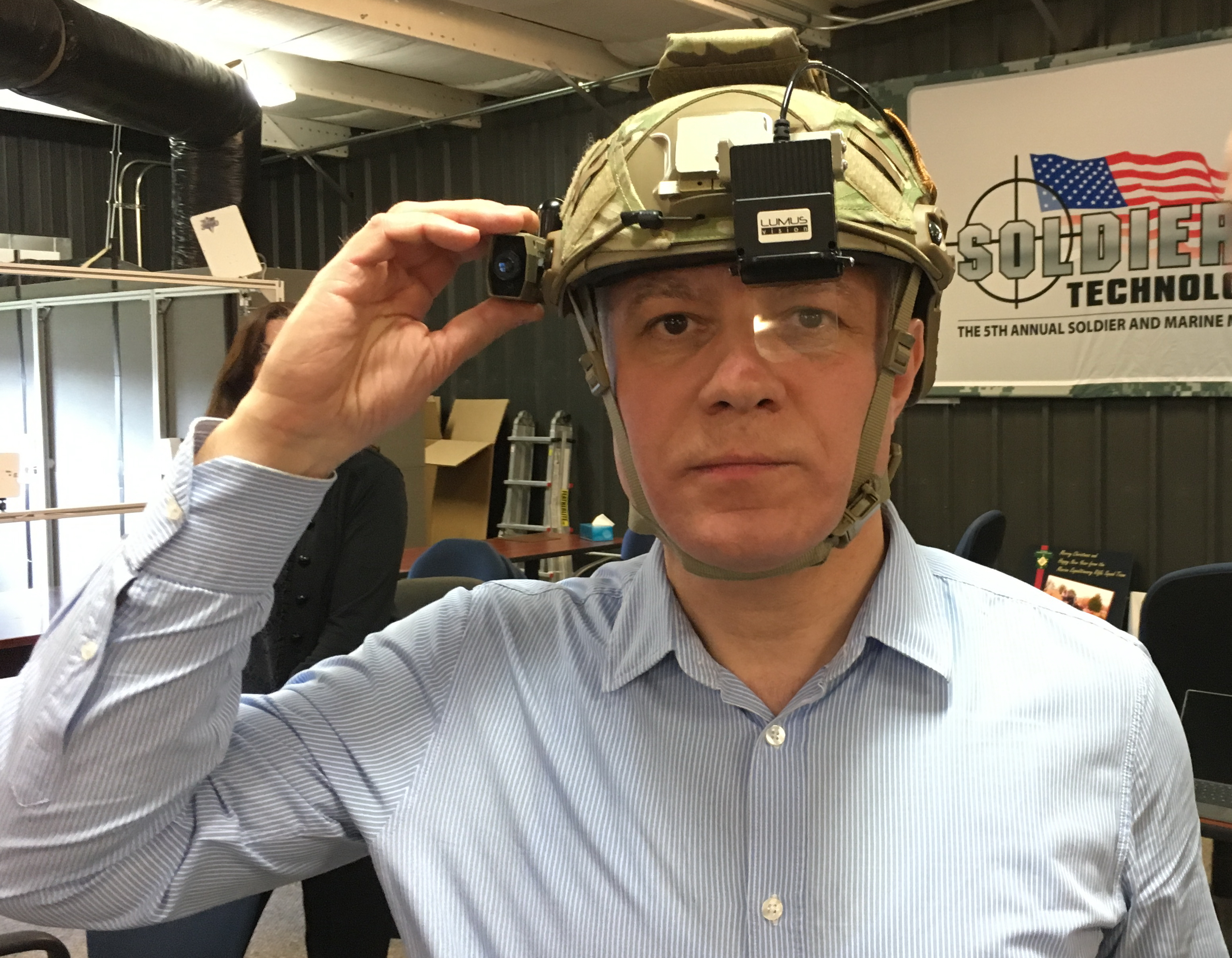
Система доповненої реальності солдата ARC4 (США) на засіданні групи LCG DSS (Quantico, США, квітень 2017)
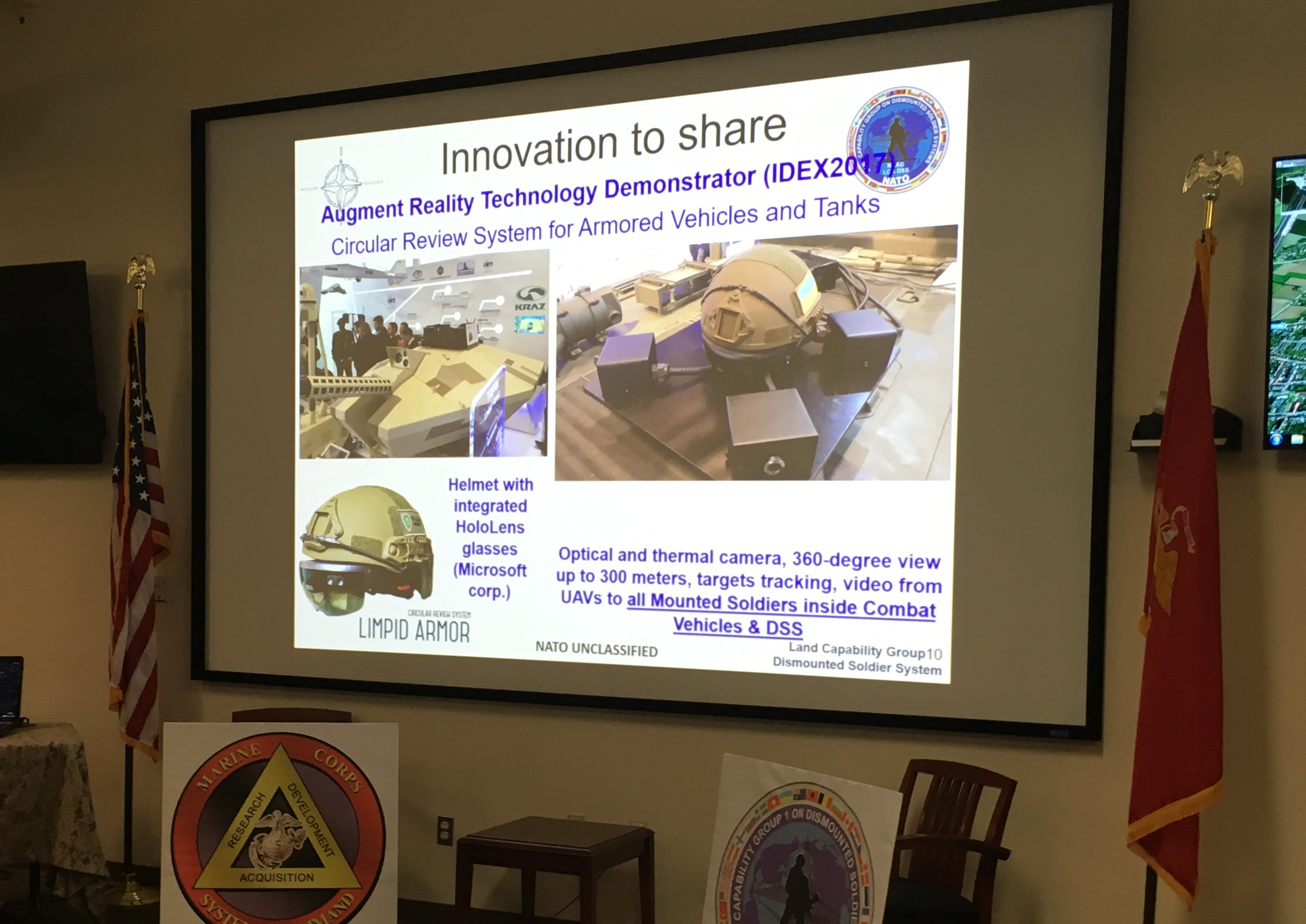
Презентація розробок LimpidArmor у сфері доповненої реальності на засіданні групи LCG DSS (Quantico, США, квітень 2017)
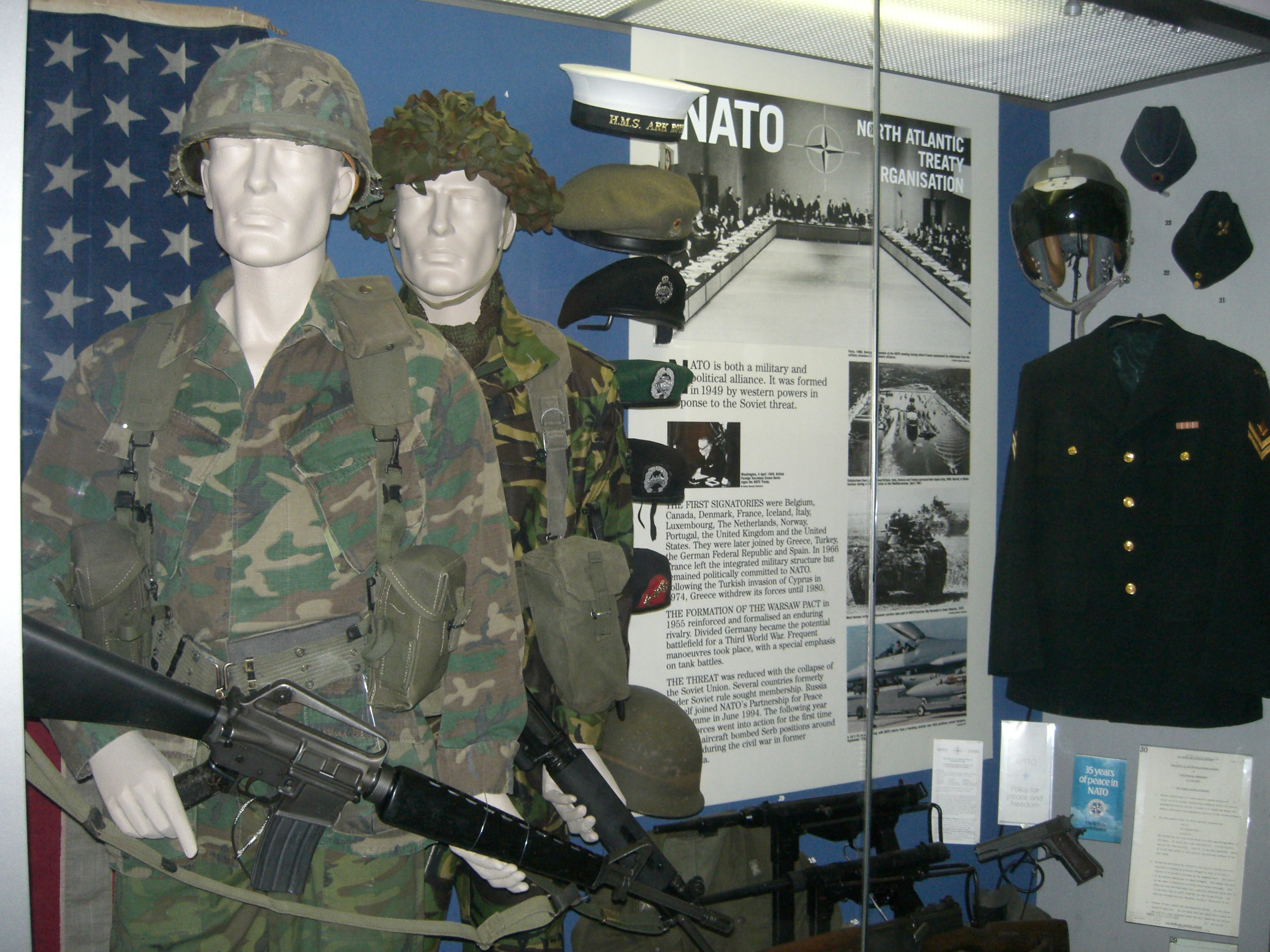
Стандартизація обмундирування, індивідуального спорядження та захисту - основний напрям діяльності CCIEP
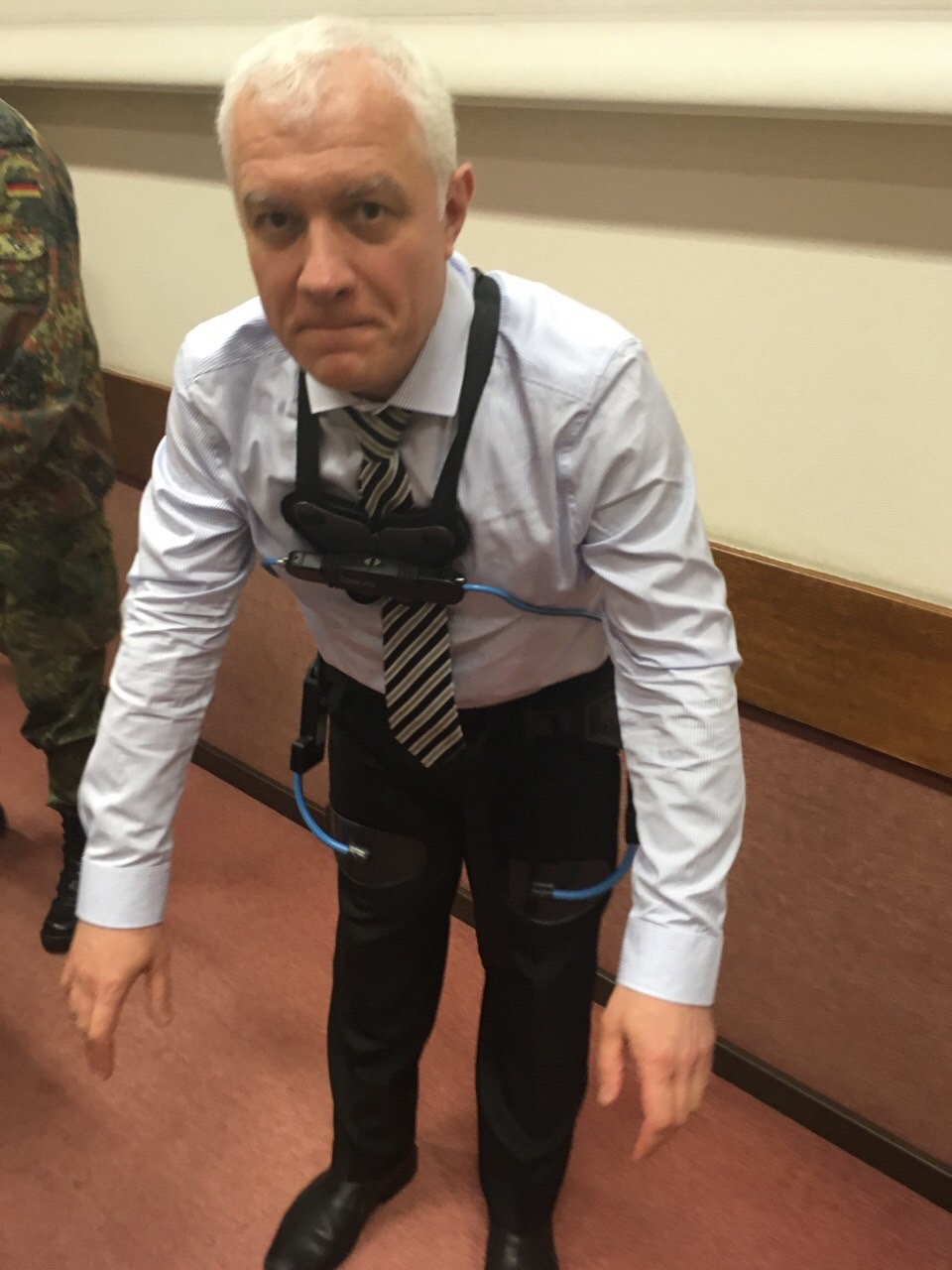
Тестування пасивного екзоскелету компанії LAEVO на засіданні групи LCG DSS